# Bullet Train
Bullet Train és una pel·lícula estatunidenca de comèdia d'acció del 2022 dirigida per David Leitch, que també va produir juntament amb Kelly McCormick i Antoine Fuqua, a partir d'un guió de Zak Olkewicz. El film està basat en la novel·la de 2010 Maria Beetle (titulada com a Bullet Train a l'edició del Regne Unit i els EUA), escrita per Kōtarō Isakasa. És la segona novel·la de la trilogia Hitman d'Isaka, de la qual la primera novel·la es va adaptar prèviament com a la pel·lícula japonesa Grasshopper el 2015. La pel·lícula compta amb un repartiment amb: Brad Pitt, Joey King, Aaron Taylor-Johnson, Brian Tyree Henry, Andrew Koji, Hiroyuki Sanada, Michael Shannon, Benito A. Martínez Ocasio i Sandra Bullock. Ha estat subtitulada al català.
A la pel·lícula, Ladybug, un antic sicari, ha de lluitar contra altres assassins mentre viatja en un tren bala. El rodatge va començar a Los Angeles el novembre de 2020 i va acabar el març de 2021. Bullet Train es va estrenar a París el 18 de juliol de 2022 i als Estats Units el 5 d'agost de 2022 per Sony Pictures Releasing. La pel·lícula va rebre crítiques diverses i va recaptar 239,3 milions de dòlars a tot el món amb un pressupost de producció d'uns 85,9 a 90 milions de dòlars.

## Repartiment
- Brad Pitt com a Ladybug, un agent nord-americà que pateix ansietat i que creu que té mala sort.
- Joey King com el príncep, una jova assassina manipuladora disfressat d'escolaneta, que busca venjança de la mort blanca.
- Aaron Taylor-Johnson com a Tangerine, un assassí britànic, germà bessó de Lemon.
- Brian Tyree Henry com a Lemon, un assassí britànic, germà bessó de Tangerine amb una obsessió per Thomas the Tank Engine.
- Andrew Koji com a Yuichi Kimura/El Pare, un membre de la yakuza, el fill del qual Wataru va ser expulsat d'un edifici pel Príncep.
- Hiroyuki Sanada com a The Elder, el pare de Yuichi i l'avi de Wataru.
- Michael Shannon com la Mort Blanca, el cap rus que es va fer càrrec d'un grup de yakuzes.
- Benito A. Martínez Ocasio com The Wolf, un assassí mexicà.
- Sandra Bullock com a Maria Beetle, la persona de contacte i responsable de Ladybug.
- Zazie Beetz com The Hornet, un assassí especialitzat en verins.
- Logan Lerman com The Son, el fill de la Mort Blanca.
- Masi Oka com a conductor del tren
- Karen Fukuhara com a Kayda Izumi, la noia de la concessió.

## Producció
El juny de 2020 es va anunciar que Sony Pictures va contractar amb David Leitch per dirigir l'adaptació de la novel·la Kotaro Isaka. Brad Pitt va ser anunciat com a protagonista al mes següent. Joey King va entrar en negociacions per tenir un paper de repartiment a nivell de cameo. Al setembre, Andrew Koji es va unir al repartiment, i a l'octubre ho van fer Aaron Taylor-Johnson i Brian Tyree Henry. Al novembre de 2020, Zazie Beetz, Masi Oka, Michael Shannon, Lady Gaga, Logan Lerman i Hiroyuki Sanada es van unir a l'equip. Al desembre, Leitch va revelar que Karen Fukuhara s'havia unit al repartiment, i que Jonathan Sela seria el director de fotografia.
La producció per a Bullet Train va començar a l'octubre de 2020 a Los Angeles, durant la pandèmia de COVID-19. El rodatge va començar el 16 de novembre d'aquell any, i va finalitzar al març de 2021. Es van penjar pantalles LED amb imatges de vídeo del camp japonès fora de les finestres del set del tren per ajudar els actors a submergir-se. El coordinador d'especialistes Greg Rementer va dir que Pitt va realitzar el 95 per cent de les seves pròpies acrobàcies a la pel·lícula.